# 佐久間長敬
佐久間 長敬（さくま おさひろ、天保10年5月25日（1839年7月5日） - 大正12年（1923年）1月4日）は、江戸幕府の与力、東京裁判所職員。通称、弥太吉・鍵三郎・健三郎。

## 経歴
天保10年（1839年）、南町奉行所に与力として代々務める佐久間家の、健三郎長興の長男として江戸八丁堀に生まれる。弟に原胤昭がいる。
嘉永5年（1852年）9月5日、分家独立した父・長興に代わって祖父の彦太夫の家督を継ぐ。御番諸役無足見習を命ぜられ、吟味方与力を務めた後、町奉行支配調役兼与力に就任、150俵20人扶持となる。
一時期、神奈川奉行所に赴任する。
町奉行所が廃止された明治維新後は、新政府が設置した市政裁判所に勤務する。明治5年（1872年）に司法権少判事、足柄裁判所長を歴任し、東京裁判所に奉職。新橋横浜間の鉄道工事では権大属に叙任され人足取締方としてアブレ者を取りまとめた。明治6年（1873年）12月28日、病気を理由に辞職（実際には征韓論不採用に対する抗議だったとされる）。その後、代言人や銀行顧問、石油鉱山業など様々な事業に携わった。
大正12年（1923年）没。享年85。東京都台東区寿町の永見寺に葬られる。

## 著作
- 『刑罪詳説』 - 江戸時代の刑の執行方法が詳述されている他、刑場・処刑図などを掲載。
- 『拷問実記』 - 江戸町奉行所で行われた拷問の種類・方法を記載。天保年間に捕まった窃盗犯・木鼠吉五郎の拷問の様子も記されている。
- 『江戸町奉行事跡問答』
- 『嘉永日記抄』
- 『吟味の口伝』